# Druon Antigoon

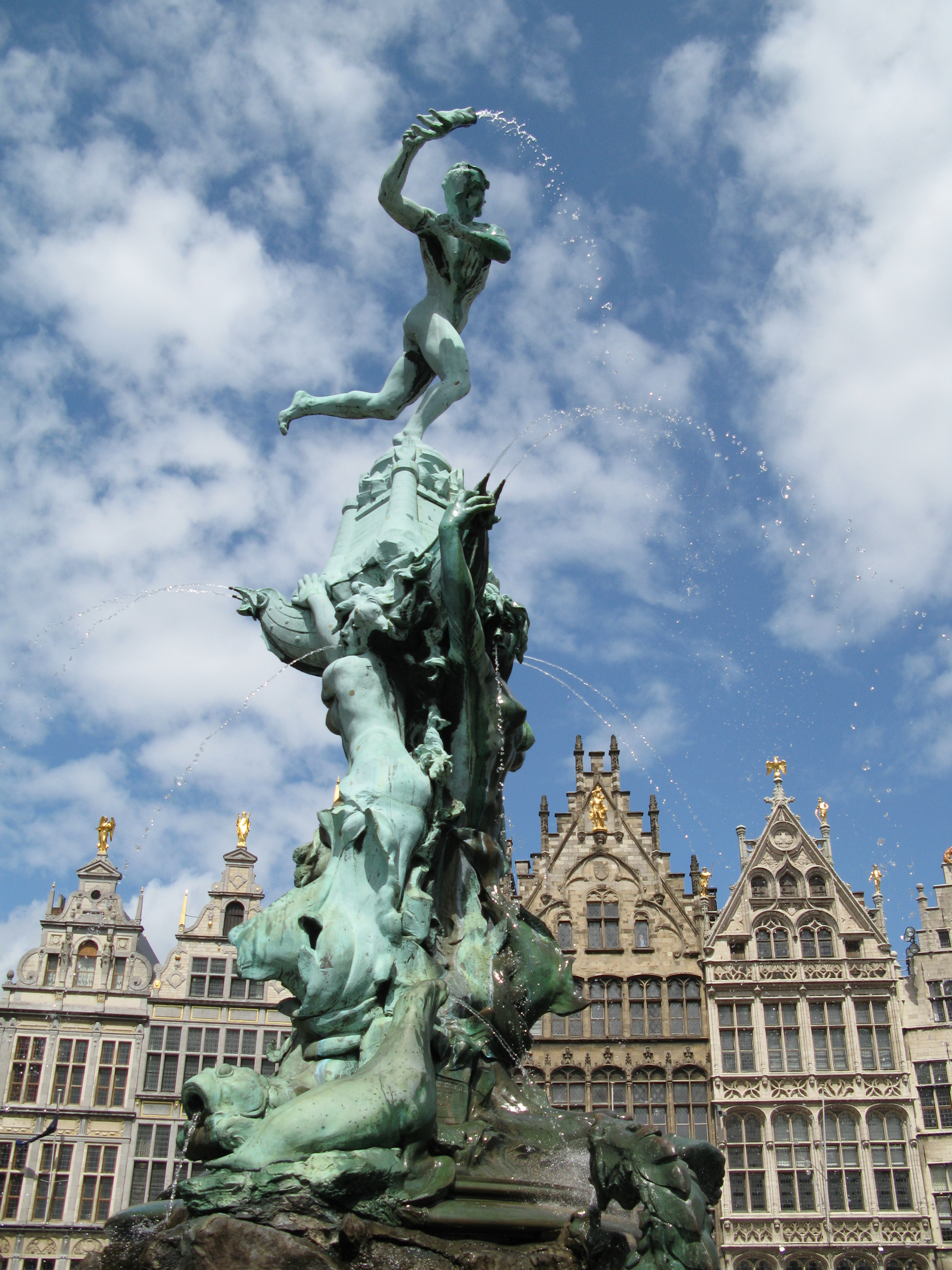
A fonte Brabo, em Antuérpia. Brabo joga a mão decepada de Antigoon para o Escalda. Escultura de Jef Lambeaux (em 1887)

Druon Antigoon foi um gigante mítico que viveu na Antuérpia e foi morto por um soldado romano chamado Sílvio Brabo.
De acordo com o folclore, e como celebrada pelo estátua em frente à Câmara Municipal, esta lenda é a origem do nome Antuérpia: Antwerpen, do holandês, werpen ao Inglês Antigo mão e wearpan (= arremessar), que mudou hoje para urdidura.